# Французский атенеум
«Францу́зский атене́ум. Всео́бщее обозре́ние литерату́ры, нау́ки и изя́щных иску́сств» (фр. «L’Athenaeum Français, revue universelle de la litterature, de la science et des beaux-arts» — журнал, выходивший в Париже в 1852—1856 годах, посвященный наукам и искусствам.
По внешнему виду и по дню выхода в свет (суббота), журнал был похож на британский «Атенеум». Объём выпуска составлял 16-24 страницы. В тексте помещались иллюстрации, иногда достаточно высокого художественного уровня.

## Учредители и редактора
- Учредители и редактора журнала:
  - Эд. Делесер
  - Амб. Фирмен-Дидо (представитель издательского рода Дидо)
  - А. Лонперье
  - Ф. де Соси (член Института Франции, археолог)
  - Н. де Верже
  - Людовик Лаланн
- Редактора тематических отделов. Среди них было немало известных в своей области специалистов.
  - Ж. Ж. Ампер
  - Ж. Э. Ренан
  - Лаланн.